# هيو بيرد
هيو بيرد (بالإنجليزية: Hugh Baird)‏ (14 مارس 1930 في المملكة المتحدة - 19 يونيو 2006 في المملكة المتحدة) هو لاعب كرة قدم بريطاني في مركز الهجوم. شارك مع منتخب اسكتلندا لكرة القدم. أما مع النوادي، فقد لعب مع ليدز يونايتد ونادي أبردين ونادي بريتشين سيتي ونادي أردريونيانز وRothes F.C. ‏ وDeveronvale F.C. ‏.

## وصلات خارجية
- هيو بيرد على موقع قاعدة بيانات كرة القدم.إي يو (الإنجليزية)